# NGC 4926
NGC 4926 (другие обозначения — UGC 8142, MCG 5-31-103, ZWG 160.103, DRCG 27-49, PGC 44938) —эллиптическая галактика в созвездии Волосы Вероники.
Этот объект входит в число перечисленных в оригинальной редакции «Нового общего каталога».
В галактике вспыхнула сверхновая SN 1991Q. Её пиковая видимая звёздная величина составила 18.